# Haruichi Furudate
Haruichi Furudate (古舘 春一, Furudate Haruichi) (Karumai, 7 de març de 1983) és un mangaka japonès principalment conegut per crear Haikyu!!.

## Biografia
Haruichi Furudate va néixer el 7 de març de 1983 a Karumai, Prefectura d'Iwate. Després de graduar-se a l'escola secundària, va assistir a l'escola de formació de disseny Sendai (仙台デザイン専門学校). Després d'això, va viure a la prefectura de Miyagi durant 8 o 9 anys. El 2008, Furudate va escriure el one-shot King Kid, que va guanyar una menció honorífica pel Jump Treasure Newcomer Manga Prize (JUMPトレジャー新人漫画賞). Els treballs es van publicar al lloc web oficial de Shūkan Shōnen Jump, editat per Shūeisha.
El 2010, Furudate va llançar la seva primera sèrie completa, Philosophy School, Yotsuya Sensei's Ghost Stories, a Shūkan Shōnen Jump.
L'any següent, Furudate va escriure Haikyū!! començant com dos one-shots que es van publicar a Jump NEXT! i Weekly Shōnen Jump el gener de 2011 i l'abril de 2011 respectivament. Els one-shots es van convertir més tard en una sèrie completa, que va començar la serialització a Weekly Shōnen Jump el 20 de febrer de 2012. La sèrie va acabar a Weekly Shōnen Jump el 20 de juliol de 2020. Mentre la sèrie s'estava serialitzant, va rebre el 61è Premi de manga Shōgakukan en la categoria shōnen i es va classificar entre les tres primeres sèries de manga per al Premi Sugoi Japan 2015. El 2020, la sèrie va estar entre els cinc mangas més venuts al Japó, amb més de set milions de còpies venudes. La sèrie també ha rebut nombroses adaptacions, en particular una sèrie de televisió d'anime i una obra teatral.

## Influències
Furudate va ser membre d'un club de voleibol durant l'escola secundària i el batxillerat on jugava de bloquejador mitjà. Furudate sovint es trobava anant a l'escola només per participar en les activitats del club, tot i tenir un rendiment per sota de la mitjana a les classes.

## Obres
- King Kid (王様キッド, Ousama Kid) (One-shot) (2008)[4]
- Philosophy School, Yotsuya Sensei's Ghost Stories (诡弁学派、四ッ谷先生の怪谈, Kiben Gakuha, Yotsuya Senpai no Kaidan) (serialitzada a Weekly Shōnen Jump) (2010)[4]
- Haikyū!! (ハイキュー!!) (serialitzada a Weekly Shōnen Jump) (2012–2020)[4]